# Álvaro Hodeg
Álvaro José Hodeg Chagüi (født 16. september 1996) er en professionel cykelrytter fra Colombia, der er på kontrakt hos Team Medellín-EPM.
Hans primære rolle er at være sprinter. I 2017, som neo-pro hos Quick-Step Floors, vandt han fem sejre i sin første sæson som professionel. I starten af 2019 blev hans kontrakt med holdet forlænget, så den går til udgangen af 2021.